# Leen Muller
Leendert Johan (Leen) Muller (Leiden, 25 september 1879 – Oldenzaal, 20 april 1969) was een Nederlandse meester-plateelschilder en ontwerper bij Plateelbakkerij Zuid-Holland te Gouda. Hier werkte hij van 1898 tot 1936. In 1924 kreeg hij de leiding over de afdeling Kunstnijverheid, waar de ontwerpen van externe opdrachtgevers werden vervaardigd.

## Links
Biografische gegevens bij het RKD-Nederlands Instituut voor Kunstgeschiedenis
- Bibliothèque nationale de France: cb17099758d (data)
- Biografisch Portaal: 10792813
- Gemeinsame Normdatei: 1092232346
- International Standard Name Identifier: 0000 0004 5819 3220
- Library of Congress Control Number: no2016120254
- RKD-Nederlands Instituut voor Kunstgeschiedenis: 58373
- Virtual International Authority File: 773145858097023021942
- WorldCat: E39PBJdmfwJ8X4W7ggQw9qX8G3